# Hai, Sosnîțea
Hai (în ucraineană Гай) este un sat în comuna Vilșane din raionul Sosnîțea, regiunea Cernihiv, Ucraina.

## Demografie
Componența lingvistică a localității Hai
     Ucraineană (99,15%)
     Alte limbi (0,85%)
Conform recensământului din 2001, majoritatea populației localității Hai era vorbitoare de ucraineană (99,15%), existând în minoritate și vorbitori de alte limbi.